# Fort Bravo - Texas Hollywood

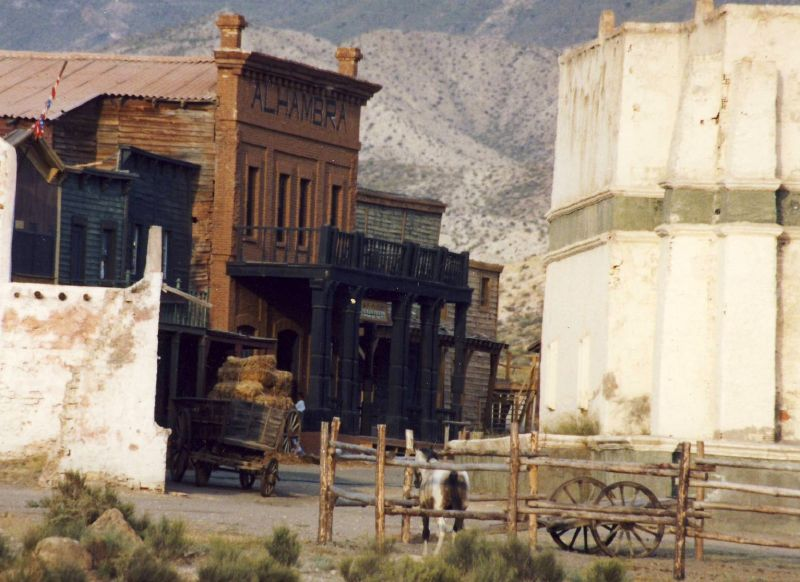

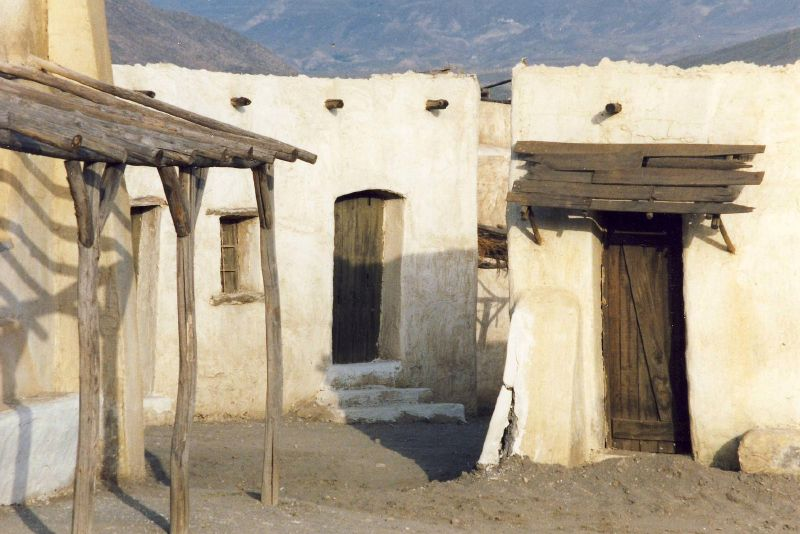

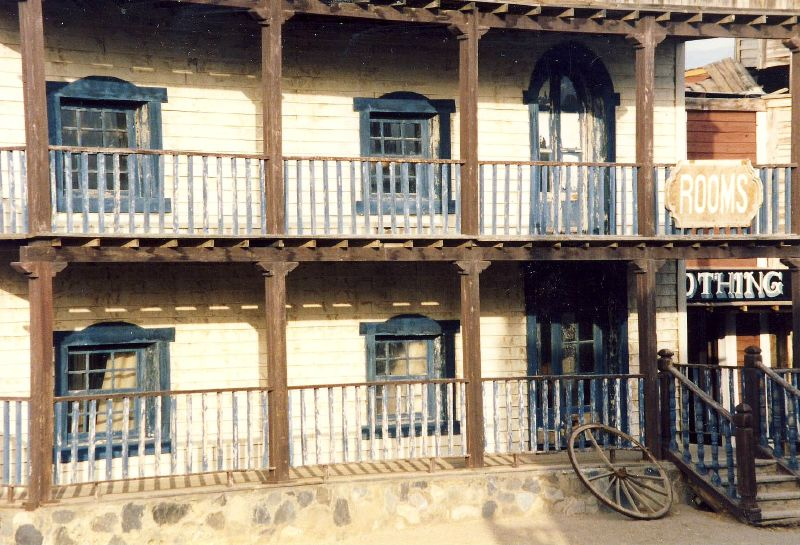

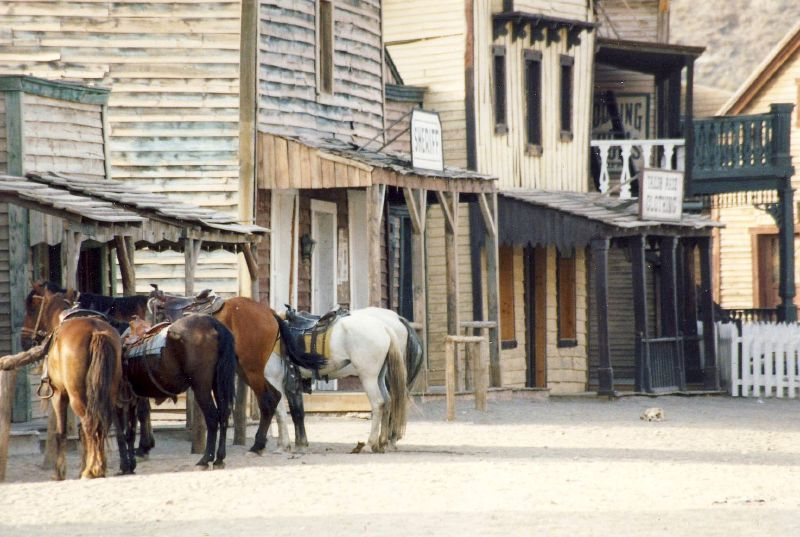

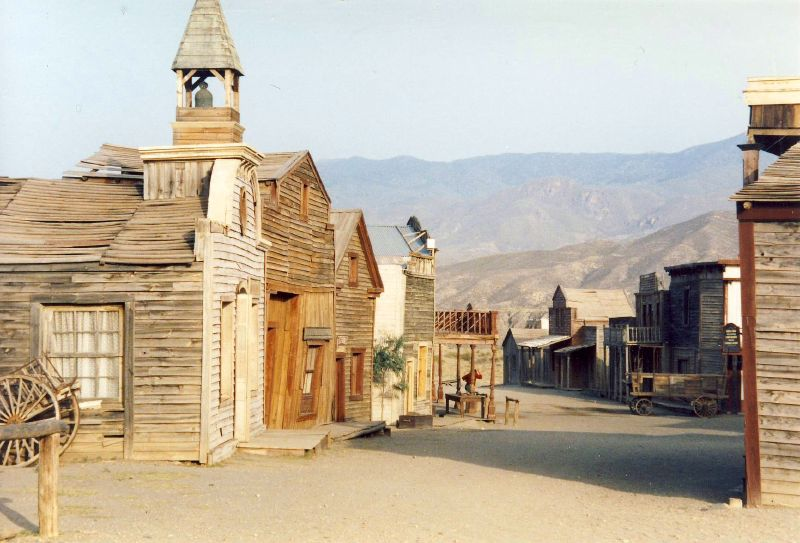
Scenografie del film Il buono, il brutto, il cattivo, girato nel 1966

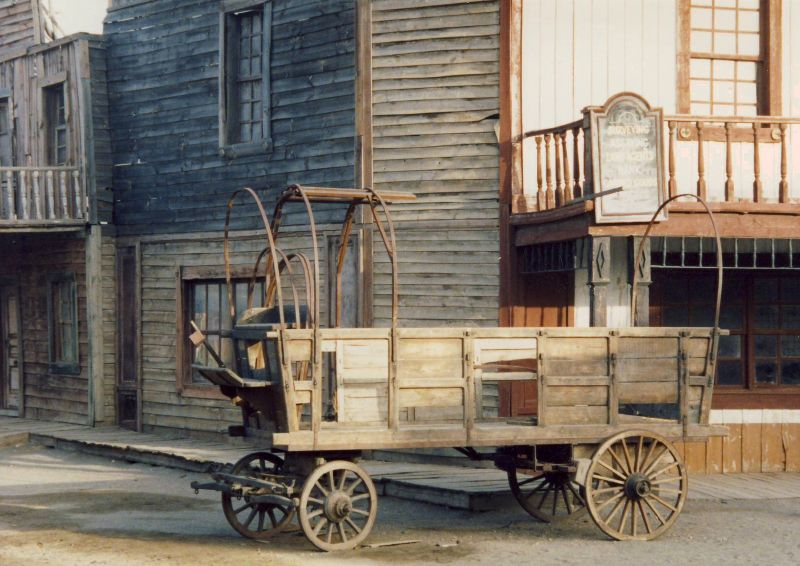

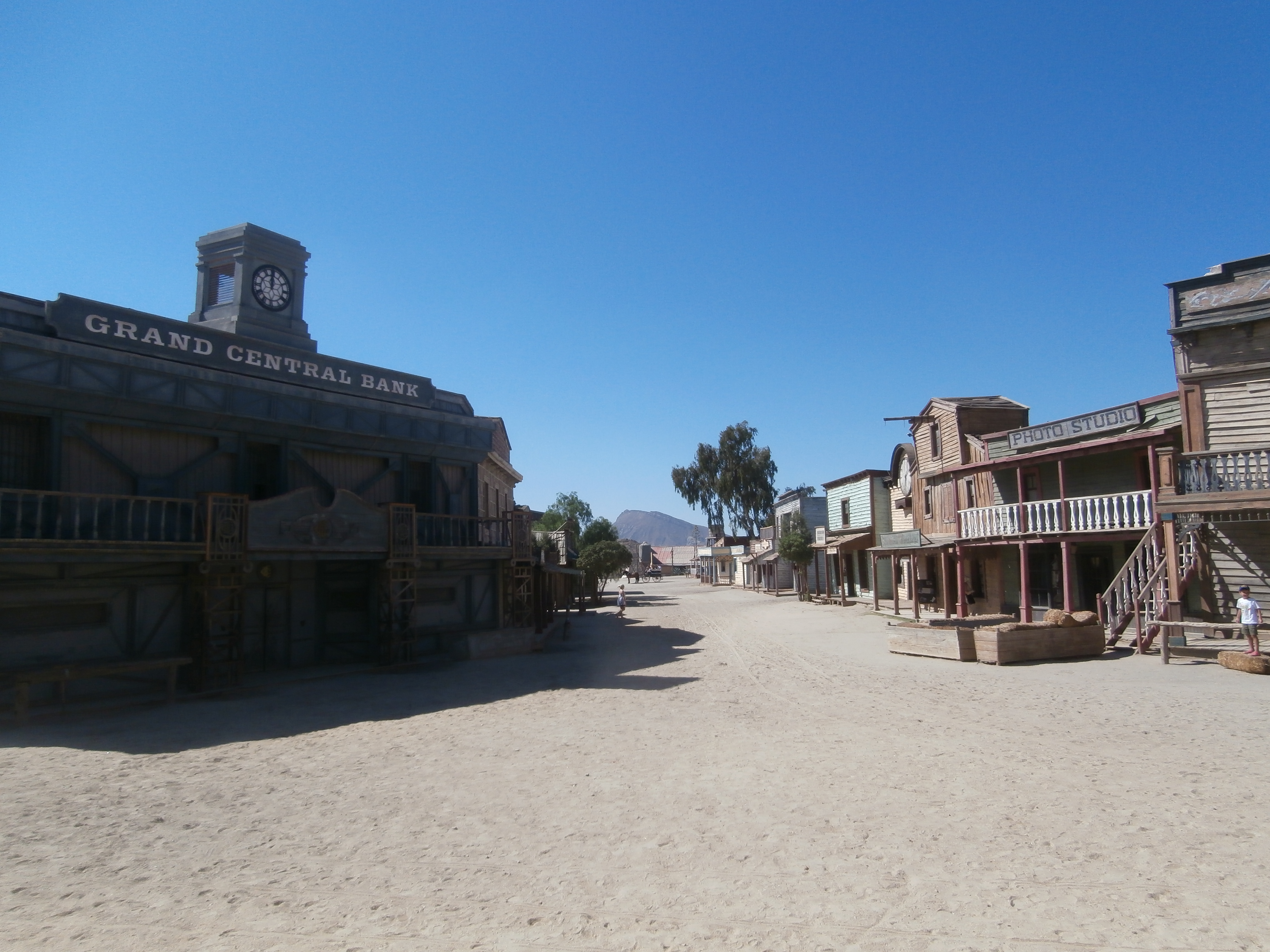
Doctor Who "La Ville de la miséricorde"

Fort Bravo Texas Hollywood è un parco tematico situato a Tabernas, in Spagna.
L'area si trova all'interno del deserto di Tabernas ed è uno dei tre set cinematografici utilizzati per i film western.
Il parco è conosciuto anche solo come Fort Bravo, Cinema Studios Fort Bravo, Decorados Cinematograficos, Poblado de Juan Garcia, Poblado Paco Ardura oppure Pueblo Mexicano.
Il parco è costituito da un villaggio messicano, un villaggio di pellirosse e un villaggio del West. 
Gli studi cinematografici hanno a disposizione un magazzino di 4 000 m² contenente materiale di scena, una collezione di veicoli antichi, tra cui carri, diligenze.

## Storia
Le scenografie del Texas Hollywood furono realizzate dal produttore cinematografico Alberto Grimaldi, dal regista Sergio Leone e dall'imprenditore spagnolo Juan Garcia (da cui il nome Poblado Juan Garcia). Dopo che Leone e Garcia abbandonarono il Texas Hollywood ed entrarono in concorrenza con il vicino Mini Hollywood, Arturo Gonzales, distributore in Spagna delle produzioni di Grimaldi, entrò in società con quest'ultimo e subentrò nel'affitto dell'area.
Fort Bravo Texas Hollywood, caduto in decadenza, venne acquistato nel 1974 da Rafael Molina, un ex stuntman cascatore del posto, e da Francisco Ardura, un appassionato di western e proprietario di cavalli e carri usati nel cinema. I due nuovi proprietari hanno restaurato gli studi cinematografici, aprendoli anche al pubblico a partire dai primi anni 1980, organizzando i primi spettacoli costituiti da sparatorie e risse da bar. In seguito uno degli edifici è stato riconvertito in un saloon per la vendita di birra.
Le scenografie del Texas Hollywood, divise in due aree distinte, sono di due stili architettonici diversi: il set western dispone di un fabbro, un carcere, un albergo, una forca e edifici di legno dell'epoca del vecchio West americano. Il set spagnolo è invece costituito da una piazza, con una chiesa e le case di un tipico pueblo messicano.
Tuttora il Fort Bravo Texas Hollywood possiede ancora una struttura tecnica disponibile per le produzioni cinematografiche, tra cui un teatro di posa, con sala per il trucco, uffici, lavanderia, magazzino per i materiali (mobili, accessori e veicoli), contrariamente agli altri parchi tematici vicini, che sono stati trasformati e hanno puntato maggiormente all'aspetto turistico.

## Eventi
Dal 2008 si svolge all''interno del parco un evento denominato The Ultime Western, un gioco di ruolo dal vivo in cui i partecipanti interpretano per 4 giorni i personaggi del vecchio West in una storia ambientata nel 1870 nel Nuovo Messico.
Nel 2011 ChipBaker Fims, Cesar Mendez, Dany Garcia e Rafael Molina, con il sostegno dei comuni di Tabernas e di Almería e il governo dell'Andalusia, hanno fondato il Festival del Film Western di Almeria, prima rassegna cinematografica europea dedicata al genere western, con l'obbiettivo di creare un ambiente per la valorizzazione dell'immagine della regione e dell'epoca d'oro dei film del genere spaghetti western realizzati in Spagna. Il festival propone una selezione di lungometraggi e cortometraggi, così come la replica di vecchi film. Le cerimonie di apertura, premiazione e chiusura si svolgono a Fort Bravo. 

## Film realizzati
Nei tre set cinematografici sono stati girati molti film western, tra cui quelli più famosi sono di Sergio Leone. 
- La Alcazaba de Almería (1943, documentario di Vicente Zaragoza)
- La llamada de África (1952), di César Fernández Ardavín, con Ali Beiba Uld Abidin, Yahadid Ben Ahmed Lehbib, Farachi Ben Emboiric
- L'assedio delle sette frecce (1954), di John Sturges, con William Holden, Eleanor Parker, John Forsythe, Richard Anderson
- Le Baiser de Judas (1954), di Rafael Gil, con Mercedes Albert, Gabriel Alcover, Pedro Anzola)
- Sierra Maldita (1954), di Antonio Del Amo, con Lina Rosales, Ruben Rojo, José Guardiola, Manuel Zarzo)
- Occhio per occhio (1957), di André Cayatte, con Curd Jürgens, Dario Moreno)
- Lawrence d'Arabia (1962), con Peter O'Toole, Omar Sharif, Anthony Quinn
- Una pistola per Ringo (1964)
- L'ultimo dei Mohicani (1965)
- I magnifici sette (1966), con Charles Bronson, Eli Wallach, James Coburn, Robert Vaughn, Steve McQueen, Yul Brynner
- Il buono, il brutto, il cattivo (1966), con Clint Eastwood, Lee Van Cleef, Eli Wallach
- Navajo Joe (1966)
- Sugar Colt (1966)
- Texas Addio (1966)
- Johnny Yuma (1966)
- Quién sabe? (1966, con Klaus Kinski)
- The Bounty Killer (1966)
- La pattuglia del deserto (1966-1968)
- Kid Barbecue (1967)
- Django il bastardo (1967)
- Uno di più all'inferno (1968)
- Joe l'implacabile (1968)
- C'era una volta il West (1968), con Henry Fonda, Charles Bronson, Claudia Cardinale
- Shalako (1968), con Sean Connery, Brigitte Bardot)
- Per il gusto di uccidere (1968)
- Texas (1969)
- I quattro dell'Ave Maria (1969)
- La collina degli stivali (1969)
- La vendetta di Gwangi (1969)
- Le Condor (1970), con Lee Van Cleef
- Bonnes funérailles, amis... Sartana paiera (1970)
- Sledge (1970)
- La texana e i fratelli Penitenza (1971), con Raquel Welch)
- Le pistolere (1971), con Brigitte Bardot, Claudia Cardinale
- Catlow (1971), con Yul Brynner
- Sole rosso (1971), con Charles Bronson, Ursula Andress
- Io sono Valdez (1971), con Burt Lancaster
- Il grande duello (1972), con Lee Van Cleef
- Chato (1972), con Charles Bronson)
- Campa carogna... la taglia cresce (1972)
- Valdez il mezzosangue (1973), con John Sturges, Charles Bronson
- Chato (1974), con Charles Bronson, Jack Palance
- La banda di Harry Spikes(1974)
- Doc Holliday (1974, con Faye Dunaway
- Zorro (1975), con Alain Delon
- Adios California (1977)
- Le quattro piumeTemplate:Lien (1977)
- Valentino (1977)
- Clayton Drumm (1978)
- Amore, piombo e furore (1978)
- La Grande Bataille (1978)
- Occhio alla penna (1981), con Bud Spencer
- Les Exterminateurs de l'an 3000 (1983)
- Rush Part-2 The final Game (1984)
- Yellow Hair and the Fortress of Gold (1984)
- La Rhapsodie des cowboys (1985)
- Le Retour à l'île au trésor (1986)
- Bianco Apache (1987)
- Indiana Jones e l'ultima crociata (1989), con Steven Spielberg, Harrison Ford, Sean Connery)
- Il giovane Indiana Jones (1992-1993, serie TV)
- Ringo, il volto della vendetta (1994)
- Trinità & Bambino... e adesso tocca a noi! (1995)
- Aquí llega Condemor, el pecador de la pradera (1996)
- Un dollaro per morire (1998)
- La vuelta de El Coyote (1998)
- The Long Kill (1999)
- La regina di spade (2000-2001)
- 800 balas (2002)
- Visual Bible: The Gospel of John (2003)
- Blueberry (2004), con Vincent Cassel
- Les Dalton (2004), con Éric Judor, Ramzy Bédia
- Voksne mennesker (2005)
- Tirante el Blanco (2006)
- Dead Bones (2008)
- Doctor Who (La Ville de la miséricorde, 2012)
- Six Bullets to Hell (2013)